# Giovane fuoriclasse
Giovane Fuoriclasse è un singolo del rapper italiano Capo Plaza, pubblicato il 18 ottobre 2017 come primo estratto dal primo album in studio 20.

## Tracce
Download digitale
1. Giovane fuoriclasse – 3:42

Download digitale – remix
1. Giovane fuoriclasse (TY1 Remix) – 3:43

## Classifiche
| Classifica (2017) | Posizione massima |
| ----------------- | ----------------- |
| Italia            | 2                 |